# Рудолф Рокер
Рудолф Рокер (на немски: Rudolf Rocker) (25 март 1873 г. Майнц – 19 септември 1958 г. близо до Кромпонд, окръг Уестчестър) е немски анархист и анархо-синдикалист. Въпреки нееврейския си произход, изкусният занаятчия става автор, редактор и издател на вестници и списания на езика идиш. По-късно Рокер е редактор на списание Der Syndikalist и публикува статии за анархистката теория, след като бяга от националсоциализма.

## Биография
Рудолф Рокер е роден в Майнц през 1873 г. в католическо семейство. Баща му, който работел в печатницата, починал, когато Рудолф бил на десет години. Повлиян от чичо си, книговезец, при когото чиракува, той се присъединява към Германската социалдемократическа партия в началото на 1890-те. Недоволен от политиката на партията, той скоро я напуска. От 1891 г., докато учи подвързване на книги, той се докосва до идеите на анархизма.
През 1892 г., след като започва да става политически активен, докато все още е в опозиция на Социалдемократическата партия, той трябва да напусне страната. Като странстващ занаятчия той пътува през Германия, Австрия, Швейцария, Италия и Испания и бяга от полицията през 1893 г. в Париж, където остава до 1895 г. В парижкия квартал Барбес той за първи път влиза в контакт с еврейски анархисти и се присъединява към тях.
От Париж той отива през 1895 г. в Уайтчапъл в лондонския квартал Тауър Хамлетс, където живее в еврейската общност. Там той е активен в анархисткото движение и се среща, между другото, с руския теоретик на анархизма Пьотър Кропоткин, основател на комунистическия анархизъм. Рокър започва да пише за вестника Das Freie Wort на идиш, въпреки че все още не владее добре езика. Пише на немски и други превеждат текстовете му. Докато работи за Freie Wort, той научава идиш.
Той живее с украинската еврейка Мили Виткоп в съжителство. Двойката се опита да емигрира в САЩ на кораба „Честър“ но бяха отхвърлени на остров Ели. Двамата са заявили, че са женени и, без да предоставят на имиграционните служители доказателство за това, са говорили на висок глас в полза на нежененото съжителство и против брака. По-късно Рокер публикува вестник Arbeiterfreund (Arbeter-Fraynd) и понякога теоретичното списание Germinal. Arbeiterfreund трябва да стане орган на федерация на еврейски анархисти, създадена в Уайтчапъл през 1902 г. Освен всичко друго, Рокер представлява Федерацията на Международния анархистки конгрес в Амстердам.
По време на Първата световна война Рокер е интерниран в Англия като германец и Arbeiterfreund е забранен. След войната Рокер се завръща в Германия през 1918 г. и се издига до духовен ректор на възникващото анархо-синдикалистко движение. Неговата декларация за принципите на синдикализма се разбира като устав на Свободния работнически съюз на Германия (FAUD). През 1922 г. той играе ключова роля в основаването на анархо-синдикалистката Международна асоциация на работещите (IAA), като става неин секретар заедно с Августин Суши и Александър Шапиро, избран е и написа устава и.
Неговият текст „Фалитът на руския държавен комунизъм“ (1921) съдържа антиленинска критика на Съветска Русия, в която той твърдо се противопоставя на подкрепата на руското правителство от анархисти като Александър Беркман и Ема Голдман. В последвалия период поредица от брошури с текстове на Рокер са публикувани от Der Syndikalist на Фриц Кътър, които се занимаваха предимно със синдикалистката теория. Рокер е работил като старши редактор в списание Der Syndikalist.
През 1933 г., след като нацистите завземат властта, Рудолф Рокер трябва отново да напусне Германия, за да избяга от преследване. Той бяга в Съединените щати и се мести със своята спътница Мили Виткоп близо до сина си Фермин Рокер. От тук той подкрепя Федерацията на либералните социалисти (FfS) в Германия и публикува в списанията FfS Die freie Gesellschaft и в Zeitgeist. В изгнание през 1937 г. най-важният му труд „Национализъм и култура“ е публикуван на немски език след войната под заглавието Решението на Запада се появи завършено. От 1941 до 1953 г. той си кореспондира с Франц Пфемферт, редактор на списание Die Aktion, който живее в изгнание в Мексико Сити. След Втората световна война Рокер защитава прагматична линия на анархисткото движение, което му носи критики от собствения му лагер, тъй като неговият антикомунизъм и оттеглянето му от работническото движение се разбират като „ревизионизъм“. Той категорично критикува „месианската вяра“ в потенциала на революционните катаклизми, която е широко разпространена в социалистическото движение. Рудолф Рокър остава активен като либертариански автор в САЩ до смъртта си през 1958 г.

### На български език
- Рокер, Рудолф. Федерализъм и централизъм.   София, Артиздат-5, 1997. с. 64.
- Рокер, Рудолф. Национализъм и култура. Том 1.   София, Микропринтинг, 1998. с. 224.
- Рокер, Рудолф. Национализъм и култура. Том 2.   София, Мултипринт, 2002. с. 364.
- Рокер, Рудолф. Крахът на руския държавен комунизъм.   София, Илинда - Ефтимов, 2003. с. 83.